# Occipitalansikte
Occipitalansikte, där occipital betyder "nacke", är ett zoologiskt begrepp för den ansikts- eller ögonliknande mimikryteckning som vissa fåglar uppvisar på bakhuvdet och nacken. Exempel på grupper där occipitalansikte förekommer är hos mindre falkar och hos mindre ugglor, speciellt hos sparvugglorna (Glaucidium). Hos vissa arter, som hos sparvfalken, uppträder occipitalansiktet främst under det juvenila stadiet. Det har också föreslagits att tofsmesens teckning i nacken skulle vara ett occipitalansikte. Occipitalansiktets funktion är omdiskuterad. Det har föreslagits att teckningen fungerar som distraktion gentemot angripare på samma sätt som de ögonliknande fläckarna som vissa fjärilar har på ovansidan av sina vingar, eller att denna teckning skulle stärka bandet mellan ett par då de "ständigt tittar på varandra", men dess exakta funktion hos de olika arterna är inte fastslagen.